# Trancsírák
A Trancsírák (eredeti cím: Tucker & Dale vs. Evil) 2010-es horror-filmvígjáték Eli Craig rendezésében. A forgatókönyvet Craig és Morgan Jurgenson írta, a főszerepben Tyler Labine, Alan Tudyk, Katrina Bowden, Jesse Moss és Chelan Simmons látható. 
A filmet a 2010-es Sundance Filmfesztiválon mutatták be, az Amerikai Egyesült Államokban pedig korlátozott számban került bemutatásra.

## Szereplők
- Tyler Labine – Dale Dobson
- Alan Tudyk – Tucker McGee
- Katrina Bowden – Allison
- Jesse Moss – Chad
- Chelan Simmons – Chloe
- Philip Granger – Gurr seriff
- Brandon Jay McLaren – Jason
- Christie Laing – Naomi
- Travis Nelson – Chuck
- Alex Arsenault – Todd
- Adam Beauchesne –Mitch
- Joseph Allan Sutherland – Mike
- Karen Reigh – Cheryl
- Tye Evans – Chad apja
- Weezer – Jangers, a kutya

## Filmkészítés
A gyártás 2009 júniusában kezdődött a szereplőválogatással. A forgatás egy hónappal később vette kezdetét az albertai Calgaryban. 2009 októberében British Columbiában volt az utómunka, és az első képkockákat az Amerikai Filmpiacon mutatták be. 2009. október 31-én jelent meg az első előzetes.